# Eerste klasse (zaalvoetbal)
De eerste klasse, ook wel eerste divisie genoemd, is de hoogste afdeling van het Belgische zaalvoetbal van de BZVB. 

## Historiek
De zaalvoetbalcompetitie wordt sinds 1968 ingericht in België, door de Belgische Zaalvoetbalbond (BZVB). De recordhouder is ZVK Hasselt. Het team werd tussen 1982 en 1989 liefst 5 keer landskampioen.
De eerste klasse van de BZVB heeft een gelijknamig equivalent bij de Koninklijke Belgische Voetbalbond (KBVB), met name de eerste klasse. Deze dualiteit ontstond in het seizoen 1991/92, toen circa 25.000 leden (1200 clubs) zich afscheurden van de BZVB en verdergingen onder de vleugels van de KBVB. De 40.000 andere leden bleven onder de BZVB spelen.

## Herencompetitie

### Seizoen 2021-2022
De aantredende ploegen voor seizoen 2021-2022 zijn:
| Club                    |
| ----------------------- |
| GS Beobank Hoboken Ster |
| Herstal 1453            |
| Celtic Visé             |
| Batimat Schaarbeek      |
| Futsal CPH Liège        |
| Colombus Wemmel         |
| SO Jeunes Dour          |
| Anneessens BXL          |
| ADLSAC Flémalle         |
| ASM Etterbeek           |
| Moratex Lebbeke         |
| All Blacks Berlaar      |
| Atlas Liège             |

### Seizoen 2020-2021
Wegens de coronapandemie werd de competitie na 5 speeldagen vroegtijdig beëindigd. De aantredende ploegen waren:
| Club                    |
| ----------------------- |
| GS Beobank Hoboken Ster |
| Lachs AHL Liège         |
| Atlas Liège             |
| Herstal 1453            |
| Futsal IP Henegouwen    |
| AS CF Schaarbeek        |
| SO Jeunes Dour          |
| All Blacks Berlaar      |
| Anneessens BXL          |
| Moratex Lebbeke         |
| AC Flémalle             |
| HCT Manage              |
| ZVC Assebroeke          |
| Golden Seraing          |

### Seizoen 2019-2020
| #  | Club                 |
| -- | -------------------- |
| 1  | GS Hoboken           |
| 2  | HCT Manage           |
| 3  | Futsal IP Henegouwen |
| 4  | ZVC Assebroek        |
| 5  | ADLSAC Flémalle      |
| 6  | Hoboken Ster         |
| 7  | SO Jeunes Dour       |
| 8  | Atlas Liege          |
| 9  | Anneessens BXL       |
| 10 | AS Schaarbeek        |
| 11 | Engieuchu Luik       |
| 12 | Gold Seraing         |
| 13 | Lart Brussel         |
| 14 | FSG Wavre            |

### Seizoen 2017-2018
| #  | Club                 |
| -- | -------------------- |
| 1  | ARB Hamme            |
| 2  | GS Hoboken           |
| 3  | Selaklean Thulin     |
| 4  | FT Bornem-Puurs      |
| 5  | Fact Futsal Limal    |
| 6  | Lart Brussel         |
| 7  | Futsal IP Henegouwen |
| 8  | Basic-Fit Brussel    |
| 9  | HCTE La Hestre       |
| 10 | SNOB Schaarbeek      |
| 11 | ADLSMJ Flémalle      |
| 12 | RS La Louvière       |
| 13 | RZ Futsal Anderlecht |
| 14 | EUROF Tervuren       |

### Seizoen 2016-2017
| #  | Club              |
| -- | ----------------- |
| 1  | Selaklean Thulin  |
| 2  | GS Hoboken        |
| 3  | SNOB Schaarbeek   |
| 4  | ARB Hamme         |
| 5  | FT Bornem-Puurs   |
| 6  | Fact Futsal Limal |
| 7  | Basic-Fit Brussel |
| 8  | Lart Brussel      |
| 9  | HCTE La Hestre    |
| 10 | Ergo Flémalle     |
| 11 | Futsal Jette      |
| 12 | EUROF Tervuren    |

### Landskampioenen
- 1968/69: -
- 1969/70: -
- 1970/71: Verzekering Cools Brugge
- 1971/72: Minitrappers Maasmechelen
- 1972/73: Minitrappers Maasmechelen
- 1973/74: MV Cevanov Blankenberge
- 1974/75: MV Maasmechelen
- 1975/76: Sneltrappers Rekem
- 1976/77: ZVC Breughelhof Hoboken
- 1977/78: MVC Rekem
- 1978/79: Vleeshal Paul Leen Genk
- 1979/80: ZVC Breughelhof Hoboken
- 1980/81: ZVC Breughelhof Hoboken
- 1981/82: Rebels Boorsem
- 1982/83: ZVK Hasselt
- 1983/84: ZVC Hoboken
- 1984/85: ZVK Hasselt
- 1985/86: ZVK Hasselt
- 1986/87: ZVK Ford Genk
- 1987/88: ZVK Hasselt
- 1988/89: ZVK Hasselt
- 1989/90: ZVK Ford Genk
- 1990/91: ZVK ISOLA Hoeselt
- 1991/92: titel niet toegekend door de BZVB
- 1992/93: JC Hornu
- 1993/94: JC Hornu
- 1994/95: JC Hornu

- 1995/96: JC Hornu
- 1996/97: FCS Sambreville (voor de eerste maal met play-offs)
- 1997/98: FCS Sambreville
- 1998/99: RES HODE Sambreville
- 1999/00: All. Ecaussinnes
- 2000/01: MF Penarol Volvo
- 2001/02: MF Penarol Volvo
- 2002/03: MF Penarol Volvo
- 2003/04: MF Penarol Volvo
- 2004/05: GS Hoboken
- 2005/06: GS Hoboken
- 2006/07: Amigo Schepdaal
- 2007/08: Amigo Schepdaal
- 2008/09: Amigo Schepdaal
- 2009/10: Amigo Schepdaal
- 2010/11: Rolini Koersel[1]
- 2011/12: Rolini Koersel[2]
- 2012/13: Relemko Koersel[3]
- 2013/14: Ergo Waremme[4]
- 2014/15: ZVC GS Hoboken[5]
- 2015/16: Selaklean Thulin[6]
- 2016/17: Selaklean Thulin[7]
- 2017/18: ARB Hamme[8]
- 2018/19: AS Schaarbeek[9]
- 2019/20 : Niet toegekend wegens COVID-19
- 2020/21 : Niet toegekend wegens COVID-19
- 2021/22: GS Hoboken Ster

## Damescompetitie

### Landkampioenes
- 1984/85 : ZVK Hasselt
- 1985/86 : Juventus Hasselt
- 1986/87 : Temstar Temse
- 1987/88 : ZVK Hasselt
- 1988/89 : Temstar Temse
- 1989/90 : ZVK Kuurne
- 1990/91 : Beldan Hoboken
- 1991/92 : Beldan Hoboken
- 1992/93 : TDK Ladies Zeebrugge
- 1993/94 : Verzekeringen Baert Brugge
- 1994/95 : DZVC Brugge
- 1995/96 : DZVC Brugge
- 1996/97 : Alemania Taviers
- 1997/98 : MF Jeanquet
- 1998/99 : DZVC Vicogne Bredene
- 1999/00 : Ladies Oudergem '78
- 2000/01 : JS Grâce-Hollogne
- 2001/02 : United Hamme
- 2002/03 : JS Grâce-Hollogne

- 2003/04 : JS Bastogne (forfait van Kleitse Dames)
- 2004/05 : Boutique Toupie Herstal (geen VZVB-club)
- 2005/06 : Madry Charleroi
- 2006/07 : JS Bastogne (geen VZVB-club)
- 2007/08 : Boutique Toupie Herstal
- 2008/09 : Madry Charleroi
- 2009/10 : Madry Charleroi
- 2010/11 : Madry Charleroi
- 2011/12 : Real Futsal Genappe
- 2012/13 : ZVC De SWAF Ladies
- 2013/14 : Dragons Girls Mons
- 2014/15 : O.L. Lincent
- 2015/16 : SWAF Ladies Beernem
- 2016/17 : VOLVO La Calamine
- 2017/18 : Wombats Anderleus
- 2018/19 : VOLVO La Calamine
- 2019/20 : Niet toegekend wegens COVID-19
- 2020/21 : Niet toegekend wegens COVID-19
- 2021/22 : Framily Ternat

American football · Atletiek (indoor · outdoor · 10 km · 1/2 marathon · marathon · veldlopen · meerkamp) · Autosport (rally) · Badminton · Basketbal (heren · dames) · Baseball · Beachvolleybal · Biljart (driebanden) · Dammen · Futsal · Gymnastiek (acro · trampoline) · Handbal (heren · dames) · Hockey (heren · dames) · IJshockey · Korfbal (zaal · veld) · Krachtbal · Kunstschaatsen · Motorcross (trial · zijspan) · Schaatsen · Schaken · Snooker · Squah · Strandvoetbal · Triatlon (sprint · middenafstand · olympische afstand · mixed relay · ploegen · cross) · Voetbal (heren · dames) · Waterskiën (racing) · Volleybal (heren · dames) · Wielrennen (tijdrijden · weg · piste · gravel · veld · mountainbike · BMX) · Zaalhockey (heren · dames) · Zaalvoetbal